# Simon Wonga

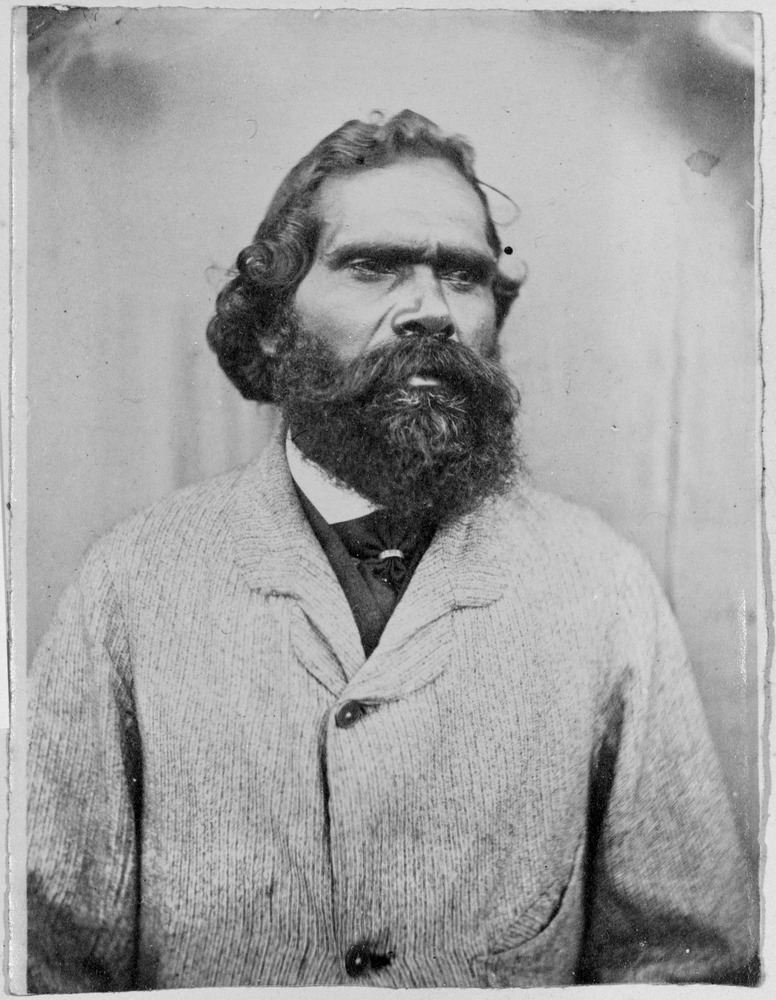
Simon Wonga

Simon Wonga (* 1824; † 1874 in Coranderrk) war einer der Söhne von Billibellary und ein Ngurungaeta (Stammesführer) der Wurundjeri-Aborigines, die im Gebiet von Melbourne des heutigen Bundesstaates Victoria in Australien lebten.
Im Jahre 1840 verletzte sich Simon Wonga bei der Jagd an seinem Fuß schwer und der Assistant Protector William Thomas und seine Frau Susannah pflegten ihn zwei Monate lang. In dieser Zeit lernten sich Thomas und Wonga kennen und Wonga lernte durch ihn die europäische Gesellschaft verstehen. Dieses Verständnis half Wonga im späteren Leben, als sein Stamm Teile ihres traditionellen Landes mit Erlaubnis der Weißen nutzen wollten. Thomas unterstützte ihn auch bei einem finanziellen Streit mit einem Gastwirt.
Simon Wonga wurde Stammesführer der Wurundjeri im Jahre 1851. Im Februar 1859 ging er im Alter von 35 Jahren mit Wurundjeri-Stammesführern zu William Thomas, um Land der Taungurong-Aborigines an der Station am Acheron River und Goulburn River für den Anbau von Nahrungsmitteln zu erhalten. Wonga erklärte Thomas: „I bring my friends Goulburn Blacks, they want a block of land in their country where they may sit down plant corn potatoes etc. etc, and work like white man.“ (Deutsch: Ich komme mit meinen Freunden, den Goulburn Blacks; sie wollen auf einem Stück ihres Landes Getreide, Kartoffeln usw. pflanzen und wie die Weißen arbeiten.)
Die erste Antwort der Regierung von Victoria auf diesen Antrag war positiv, aber auf Initiative des Landbesetzers, Hugh Glass, erhielten sie nicht das gewünschte Land, sondern an der Mohican Station, das für eine Landwirtschaft nicht geeignet war und sie mussten den Ort erfolglos verlassen.
Im März 1963 wollten die Kulin-Aborigines einen traditionellen Kamp-Platz bei Coranderrk, nahe Healesville, erwerben und fragten den Eigentümer. Sie erhielten zwar ihr eigenes Land zurück, mussten es aber bezahlen.
In Melbourne gibt es einen Wonga Park, einen Vorort, und eine Wonga Road.